# Assemblea Nacional d'Ucraïna - Autodefensa d'Ucraïna
L'Assemblea Nacional d'Ucraïna - Autodefsa d'Ucraïna (ucraïnès: Українська Національна Асамблея-Українська Народна Самооборона, УНА-УНСО, UNA-UNSO) és una organització política ucraïnesa. L'UNA-UNSO sol ser considerada una organització nacionalista d'extrema dreta tant a Ucraïna com a nivell internacional.
L'Assemblea Nacional d'Ucraïna (en ucraïnès УНА, UNA) va actuar com el braç polític legal de l'organització, però el 22 de maig de 2014, es van fusionar ucraïnès: УНА el Pravy Sektor, mentre que l'UNA-UNSO continua operant de forma independent. Segons Andreas Umland i Anton Shekhovtsov, la UNSD va ser creada en 1991 com una "formació tripulada per membres de la UNA que havien servit en les forces armades soviètiques per enfrontar el Comitè Estatal per a l'Estat d'Emergència".